# Hunt: Showdown
Hunt: Showdown — компьютерная игра в жанре шутер от первого лица, разработанная и изданная Crytek. Релиз игры состоялся 27 августа 2019 года на платформе Windows, 19 сентября на Xbox One и 18 февраля 2020 года на PlayStation 4. 15 августа 2024 года состоялся выход обновленной версии игры для Windows, PlayStation 5 и Xbox Series X/S, получившая название Hunt Showdown 1896. После выхода данного обновления поддержка версий игры для PlayStation 4 и Xbox One была прекращена.

## Сюжет
Конец XIX века, США, земли Луизианы осквернены проклятием. Американская Охотничья ассоциация борется со страшными созданиями, заполонившими местные города. Чтобы выжить и унести с собой драгоценные трофеи, охотникам придётся столкнуться не только с опасными чудовищами, но и с враждебными конкурентами.

## Игровой процесс
Игрок выступает в качестве охотника, выполняющего контракты на убийство монстров и нежити. Перед началом игры игрок может получить бесплатного персонажа с максимально низкими показателями или купить одного из существующих, каждый из которых имеет собственную экипировку и размер здоровья. По мере развития персонажа он получает пассивные навыки, дающие определённые бонусы. В то же время погибший боец исчезает из игры навсегда, игрок теряет всё оружие, перки и половину полученного опыта за данную миссию. Важную роль в игре играет противостояние с другими игроками, чьи персонажи также борются за выполнение контракта.
Доступны миссии как днём, так и ночью. В последнем случае игроку придётся решать тактические вопросы: освещённое с помощью фонаря или лампы пространство быстро привлекает внимание соперников, в темноте же ориентироваться придётся лишь на вспышки выстрелов, движение тел и шум.
Для поиска монстров необходимы подсказки, обнаруживаемые при обращении игрока к потустороннему миру, в ходе этой операции он становится почти безоружен. Окончательное убийство монстра и получение из него трофеев происходит через обряд его отправления в ад, с началом которого местоположение существа становится известным остальным охотникам. При получении трофея соперникам становится известным местонахождение уже самого игрока. Задание считается выполненным, если игрок прибудет живым к заказчику вместе с трофеями. Полученные за выполненное задание деньги и опыт (последний показатель идёт как на развитие персонажа, так и игрового профиля) расширяют выбор доступных героев и снаряжения.

## Разработка
В 2013 году проходивший процедуру банкротства издатель компьютерных игр THQ закрыл студию разработчика Vigil Games, известную игровой серией Darksiders. В то время как глава Crytek Джеват Йерли выражал желание принять участие в торгах за расположенную в Остине студию из-за её проектов и планов компании создать американское подразделение в этом городе, он сомневался в соответствии продуктов студии бизнес-стратегии Crytek. После закрытия Vigil Йерли пригласил Дэвида Адамса возглавить новую студию Crytek USA, нанявшую многих бывших сотрудников Vigil. Первоначально утверждалось, что студия займётся разработкой новых проектов, а не восстановлением прав на свои прежние разработки; однако студия безуспешно пыталась вернуть права на Darksiders (доставшиеся Nordic Games).
Hunt: Horrors of the Gilded Age была анонсирована в июне 2014 года как первая игра Crytek USA. Игра разрабатывалась как кооперативная. Адамс вспоминал, что его часто спрашивали о возможности добавить кооператив в будущую игру из серии Darksiders, и отмечал, что «одна из первых вещей, которую мы сказали, попав сюда, было то, что мы будем делать совместную игру для четырёх человек. Это даже не обсуждалось.» Действие игры происходило в конце XIX века, об эпохе напоминали оружие и игровые классы. В ответ на сравнения с анонсированной на E3 The Order: 1886, являвшейся экшеном от третьего лица в жанре готического хоррора времён XIX века, Адамс настаивал на отсутствии между двумя играми большой схожести. Если в The Hunt акцент был сделан на кооперативе и более «подлинном» отображении эпохи, то The Order по его словам являлся «BioShock версией» тех времён. Игроки получат доступ к кастомизации своих персонажей с помощью различных навыков, нарядов и предметов.
Hunt должна была нести в себе «многое из ДНК» серии Darksiders; по словам Адамса игра новыми путями включала бы в себя «элементы старой школы» данного жанра (во многом как и Darksiders, на которых во многом повлияла игровая серия The Legend of Zelda). Планировалось наличие в качестве врагов большого числа разнообразных существ и боссов в противовес «типичным» шутерам, которые, по мнению Адамса, имели как правило «может быть дюжину» различных врагов. Hunt также должна была использовать процедурно сгенерированные карты и цели, что исключало существование в ней двух одинаковых миссий. В разработке использовался движок CryEngine, при переходе к нему от разработанного ими пользовательского движка для Darksiders созданный ранее внешний вид начал выглядеть неполноценно.
30 июля 2014 года в рамках реструктуризации разработка «Hunt» перешла к Crytek, в то время как Crytek USA будет занята поддержкой лицензиатов CryEngine в США. Kotaku сообщило об уходе большей части сотрудников студии, включая Дэвида Адамса, из-за задержки выплаты зарплаты со стороны Crytek. Аналогичные проблемы возникли в Crytek UK, которая в тот же день была закрыта на фоне продажи франшизы Homefront издателю Koch Media.
16 мая 2017 года Crytek опубликовала на YouTube тизер-видео, сообщив о пребывании игры всё ещё в стадии разработки с новым названием «Hunt: Showdown». 12 октября разработчики сообщили, что игра будет в раннем доступе в Steam. Закрытый альфа-тест на платформе ПК прошла с 31 января по 22 февраля 2018 года, после чего вышла 22 февраля в ранний доступ.

## Релиз
Бета версия Hunt: Horrors of the Gilded Age была анонсирована в конце 2014 года, после чего было объявлено о выходе на игровых платформах PlayStation 4 и Xbox One. Hunt изначально планировалась как free-to-play игра, однако Адамс отмечал, что качеством и размером она будет соответствовать уровню AAA. Монетизация планировалась внедряться через продажу косметических предметов и повышение опыта, но при выходе в ранний доступ игра предлагалась по модели buy-to-play.
13 декабря 2014 года Crytek отложила намеченное на конец года закрытое бета-тестирование без указания даты или временного периода, когда процедура сможет состояться. Задержка была вызвана переносом разработки проекта из студии в Остине во Франкфурт.
Hunt: Showdown вышла в ранний доступ 22 февраля 2018 года. На Gamescom 2018 было объявлено, что игра выйдет на Xbox One посредством программы Xbox Game Preview.
3 июля 2019 года на официальном сайте игры была названа дата выхода игры на Microsoft Windows — 27 августа 2019 года. Планировавшийся в тот же день релиз для Xbox One из-за технических проблем был перенесён на 19 сентября. Выход на PlayStation 4 состоялся 18 февраля 2020 года.
В середине декабря 2019 года для ПК-версии игры стали доступны для найма два новых легендарных охотника: Гарольд Блэк («Исследователь») и Тона Рамирес («Крыса»).

### Комментарии
1. ↑  Ранее разрабатывалась компанией Crytek USA